# NGC 2762
NGC 2762 este o galaxie lenticulară situată în constelația Ursa Mare. A fost descoperită în 26 februarie 1851 de către William Parsons, 3rd Earl of Rosse⁠(d).